# Chris Ewan
Chris Ewan (ur. 6 października 1976 w Taunton) – brytyjski pisarz, autor kryminałów i thrillerów.
Ukończył studia z zakresu amerykanistyki na University of Nottingham. Za swój debiut powieściowy Dobrego złodzieja przewodnik po Amsterdamie otrzymał nagrodę literacką Long Barn Books First Novel Prize. 
Jest żonaty i ma córkę. Mieszka w Douglas na wyspie Man. 

## Powieści
seria Charlie Howard
1. The Good Thief's Guide to Amsterdam (2007; wyd. pol. 2007 Dobrego złodzieja przewodnik po Amsterdamie)
2. The Good Thief's Guide to Paris (2008; wyd. pol. 2008 Dobrego złodzieja przewodnik po Paryżu)
3. The Good Thief's Guide to Vegas (2010; wyd. pol. 2010 Dobrego złodzieja przewodnik po Las Vegas)
4. The Good Thief's Guide to Venice (2011)
5. The Good Thief's Guide to Berlin (2012)

- Safe House (2012)
- Dead Line (2013)
- Long Time Lost (2016)

seria Dark Tides
1. Dark Tides (2014)